# Euripersia mongolica
Euripersia mongolica är en insektsart som beskrevs av Danzig 1969. Euripersia mongolica ingår i släktet Euripersia och familjen ullsköldlöss. Inga underarter finns listade i Catalogue of Life.